# Victor Milner
Pour les articles homonymes, voir Milner.

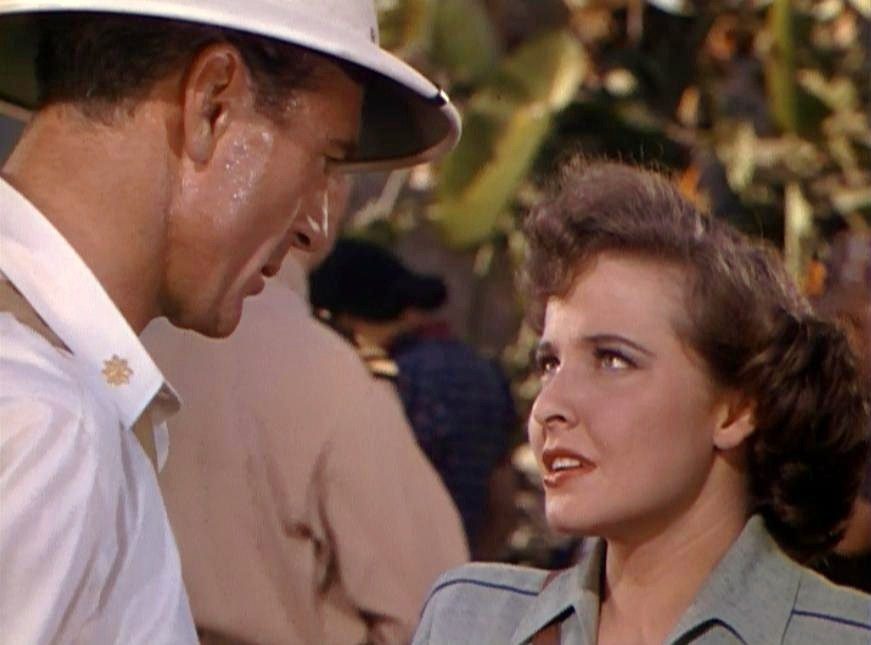
Gary Cooper et Laraine Day, dans L'Odyssée du docteur Wassell (1944)

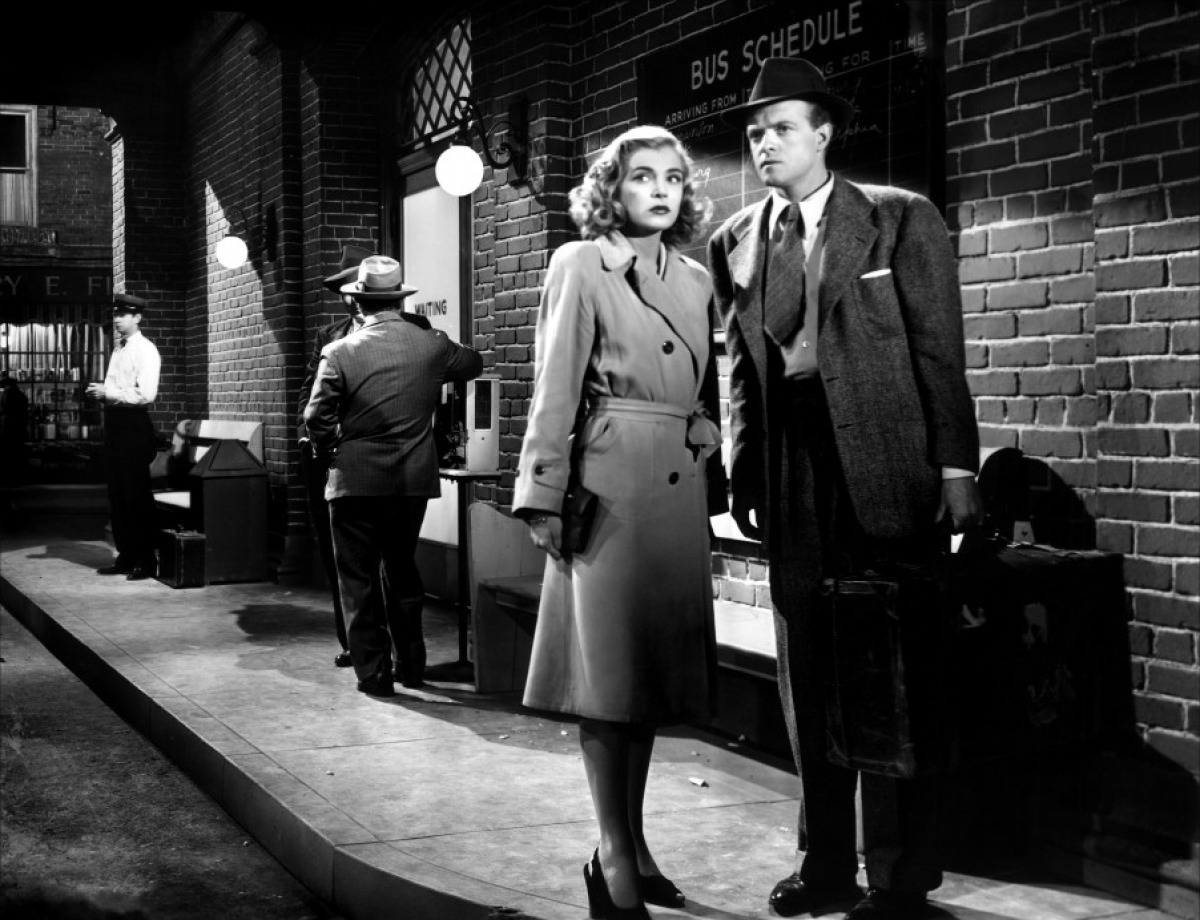
Lizabeth Scott et Van Heflin, dans L'Emprise du crime (1946)

Victor Milner, né le 15 décembre 1893 à New York (État de New York), mort le 29 octobre 1972 à Los Angeles (Californie), est un directeur de la photographie américain, membre de l'ASC.

## Biographie
Victor Milner est directeur de la photographie sur 139 films américains (dont une cinquantaine de films muets), de 1913 à 1953. Il collabore notamment avec Cecil B. DeMille (ex. : Les Naufrageurs des mers du Sud en 1942, avec Paulette Goddard, Ray Milland, John Wayne), Ernst Lubitsch (ex. : Parade d'amour en 1929, avec Maurice Chevalier, Jeanette MacDonald), Rouben Mamoulian (ex. : Le Cantique des cantiques en 1933, avec Marlene Dietrich, Brian Aherne), ou encore Raoul Walsh (ex. : Le Fils prodigue en 1925, avec Greta Nissen, Wallace Beery), entre autres. 
En 1919, il est l'un des membres fondateurs de l'American Society of Cinematographers (ASC), et son président de 1937 à 1939.
En 1935, il gagne l'Oscar de la meilleure photographie pour Cléopâtre (1934) de Cecil B. DeMille, avec Claudette Colbert dans le rôle-titre. Au long de sa carrière, il aura huit autres nominations, la première en 1930, la dernière en 1951.

## Filmographie partielle
- 1918 : The Cabaret Girl de Douglas Gerrard
- 1919 : Haunting Shadows d'Henry King
- 1920 : Felix O'Day de Robert Thornby
- 1920 : One Hour before Dawn d'Henry King
- 1920 : Her Unwilling Husband de Paul Scardon
- 1920 : Jouets du destin (Dice of Destiny) d'Henry King
- 1920 : La Marque infâme (Half a Chance), de Robert Thornby
- 1921 : Live Wires d'Edward Sedgwick
- 1921 : Play Square de William K. Howard
- 1921 : The Cave Girl de Joseph Franz
- 1921 : Shadows of Conscience de John P. McCarthy
- 1921 : When We Were Twenty-one d'Henry King
- 1922 : Un derby sensationnel (The Kentucky Derby) de King Baggot
- 1922 : Le Cœur humain (Human Hearts) de King Baggot
- 1922 : A Dangerous Game de King Baggot
- 1922 : Her Night of Nights de Hobart Henley
- 1923 : The Love Letter de King Baggot
- 1924 : Guerrita (Thy Name Is Woman) de Fred Niblo
- 1924 : Mon cœur et mes millions (Her Night of Romance) de Sidney Franklin
- 1924 : The Red Lily de Fred Niblo
- 1925 : À l'ombre des pagodes (East of Suez) de Raoul Walsh
- 1925 : Learning to Love de Sidney Franklin
- 1925 : Matador (The Spaniard) de Raoul Walsh
- 1925 : Le Fils prodigue (The Wanderer) de Raoul Walsh
- 1926 : Masques d'artistes (You Never Know Women) de William A. Wellman
- 1926 : Kid Boots de Frank Tuttle
- 1926 : The Cat's Pajamas de William A. Wellman
- 1926 : The Lucky Lady de Raoul Walsh
- 1926 : Sultane (The Lady of the Harem) de Raoul Walsh
- 1927 : Frères ennemis (Rolled Stockings) de Richard Rosson
- 1927 : The Spotlight  de Frank Tuttle
- 1927 : Les Enfants du divorce (Children of Divorce) de Frank Lloyd et Josef von Sternberg
- 1927 : Quand la chair succombe (The Way of all Flesh) de Victor Fleming
- 1928 : Mariage à l'essai (Half a Bride) de Gregory La Cava
- 1928 : The Showdown (en) de Victor Schertzinger
- 1928 : Amours d'artiste (Loves of an Actress), de Rowland V. Lee
- 1928 : La Femme de Moscou (The Woman from Moscow) de Ludwig Berger
- 1928 : Les Trois Coupables (The Three Sinners) de Rowland V. Lee
- 1928 : Les Fautes d'un père (Sins of the Father) de Ludwig Berger
- 1929 : Le Célèbre Capitaine Blake (River of Romance) de Richard Wallace
- 1929 : Parade d'amour (The Love Parade) d'Ernst Lubitsch
- 1929 : Le Studio tragique (The Studio Murder Mystery) de Frank Tuttle
- 1929 : Les Endiablées (The Wild Party) de Dorothy Arzner
- 1929 : The Wolf of Wall Street de Rowland V. Lee
- 1929 : The Marriage Playground de Lothar Mendes
- 1930 : The Texan de John Cromwell
- 1930 : Let's Go Native de Leo McCarey
- 1930 : True to the Navy de Frank Tuttle
- 1930 : Monte-Carlo d'Ernst Lubitsch
- 1930 : Paramount on Parade, film à sketches de Dorothy Arzner, Edmund Goulding, Ernst Lubitsch...
- 1931 : No Limit de Frank Tuttle
- 1931 : Man of the World de Richard Wallace
- 1931 : Kick In de Richard Wallace
- 1931 : I Take This Woman de Marion Gering
- 1931 : Ladies' Man de Lothar Mendes
- 1932 : Une heure près de toi (One Hour with You) de George Cukor et Ernst Lubitsch
- 1932 : La Belle Nuit (This is the Night) de Frank Tuttle
- 1932 : L'Homme que j'ai tué (Broken Lullaby) d'Ernst Lubitsch
- 1932 : Haute Pègre (Trouble in Paradise) d'Ernst Lubitsch
- 1932 : Aimez-moi ce soir (Love me Tonight) de Rouben Mamoulian
- 1933 : Sérénade à trois (Design for Living) d'Ernst Lubitsch
- 1933 : Le Cantique des cantiques (The Song of Songs) de Rouben Mamoulian
- 1934 : Cléopâtre (Cleopatra) de Cecil B. DeMille
- 1934 : All of Me de James Flood
- 1935 : Roses de sang (So Red the Rose) de King Vidor
- 1935 : Aller et Retour (The Gilded Lily) de Wesley Ruggles
- 1935 : Les Croisades (The Crusades) de Cecil B. DeMille
- 1936 : Désir (Desire) de Frank Borzage
- 1936 : Une aventure de Buffalo Bill (The Plainsman) de Cecil B. DeMille
- 1936 : Le général est mort à l'aube (The General died at Dawn) de Lewis Milestone
- 1936 : Le Rêve de sa vie (Give Us This Night) d'Alexander Hall
- 1936 : L'Espionne Elsa (Till We Meet Again) de Robert Florey
- 1937 : La Furie de l'or noir (High, Wide and Handsome) de Rouben Mamoulian
- 1937 : Artistes et Modèles (Artists & Models) de Raoul Walsh
- 1938 : Les Flibustiers (The Buccaneer) de Cecil B. DeMille
- 1938 : College Swing de Raoul Walsh
- 1938 : Give Me a Sailor d'Elliott Nugent
- 1939 : Pacific Express (Union Pacific) de Cecil B. DeMille
- 1939 : The Great Victor Herbert d'Andrew L. Stone
- 1939 : What a Life de Theodore Reed
- 1940 : Seventeen de Louis King
- 1940 : Le Gros Lot (Christmas in July) de Preston Sturges
- 1940 : Les Tuniques écarlates (North West Mounted Police) de Cecil B. DeMille
- 1941 : Un cœur pris au piège (The Lady Eve) de Preston Sturges
- 1941 : My Life with Caroline de Lewis Milestone
- 1942 : Les Naufrageurs des mers du Sud (Reap the Wild Wind) de Cecil B. DeMille
- 1942 : Madame et ses flirts (The Palm Beach Story) de Preston Sturges
- 1944 : L'Odyssée du docteur Wassell (The Story of Dr Wassell) de Cecil B. DeMille
- 1944 : La Princesse et le Pirate (The Princess and the Pirate) de David Butler
- 1945 : Le Joyeux Phénomène (Wonder Man) d'H. Bruce Humberstone
- 1946 : La vie est belle (It's a Wonderful Life) de Frank Capra
- 1946 : L'Emprise du crime (The Strange Love of Martha Ivers) de Lewis Milestone
- 1947 : L'Orchidée blanche (The Other Love) d'André de Toth
- 1948 : Choisie entre toutes (You Were Meant for Me) de Lloyd Bacon
- 1948 : Infidèlement vôtre (Unfaithfully Yours) de Preston Sturges
- 1950 : La Main qui venge (Dark City) de William Dieterle
- 1950 : Les Furies (The Furies) d'Anthony Mann
- 1950 : Les Amants de Capri (September Affair) de William Dieterle
- 1951 : Espionne de mon cœur (My Favorite Spy) de Norman Z. McLeod
- 1952 : Un amour désespéré (Carrie) de William Wyler
- 1953 : La Plage déserte (Jeopardy) de John Sturges

## Récompenses et distinctions
- Oscar de la meilleure photographie en 1935, pour Cléopâtre.